# رموز اعظم
رموز اعظم یکی از آثار مهم و ارزشمند اعظم خان است که به پیشنهاد نواب نظیرالدوله جهانگیر محمدخان تالیف شده است.

## مشخصات
این کتاب شامل یک مقدمه و بیست و چهار مقاله و یک خاتمه است.